# Cratere Vanapagan
Vanapagan è un cratere sulla superficie di Callisto.